# Helena Gotlib
Helena Gotlib (ur. 1885 w Grodnie, zm. zapewne w getcie warszawskim) – polska aktorka żydowskiego pochodzenia, która zasłynęła głównie z ról w przedwojennych żydowskich filmach i sztukach teatralnych w języku jidysz. 
Została ranna podczas kampanii wrześniowej. W 1940 roku trafiła do getta warszawskiego, gdzie występowała w teatrze Nowy Azazel. Prawdopodobnie zginęła w getcie.

## Życie prywatne
Żona Ajzyka Samberga.

## Filmografia
- 1929: W lasach polskich
- 1925: Jeden z 36
- 1916: Małżeństwo na rozdrożu
- 1915: Wyklęta córka
- 1913: Kara Boża
- 1913: Bigamistka